# 新冠高架路
新冠高架路，施工期间又称新疆路高架快速路，是位于中国山东省青岛市的一条高架路，北起杭鞍高架路，南至莘县路立交桥，并与胶宁高架路和青岛胶州湾隧道相连接，2015年7月26日建成通车。
新冠高架路北起杭鞍高架路，南至莘县路立交桥，由南向北沿冠县路、新疆路、渤海路向北采用整体式高架，跨过普集路和港湾中部铁路后主线分为两幅，分别沿昌乐河两岸高架，经昌乐河立交接入杭鞍高架路。全长3.5公里，双向六车道（总宽25米），设计时速80千米/小时。

## 命名
新冠高架路的路名来源于与高架路并行的新疆路、冠县路。2011年6月22日，青岛市人民政府办公厅通告，决定正式对青岛市建成、在建的2条胶州湾通道、4条高架路和36条道路命名，其中包括当时尚在建设前期的新冠高架路。同期命名的杭鞍高架路路名来源于杭州支路和鞍山路，胶宁高架路路名则来源于胶州路和宁夏路。
2019冠状病毒病疫情期间，有青岛市市民因为新冠高架路与“新冠肺炎”（即2019冠状病毒病）、“新冠病毒”（即SARS-CoV-2）重名，可能“伤害湖北省人民感情”，向市政府建议修改高架路的名称，市政府以“命名合法合规，符合《青岛市地名管理条例》的规定，为保证地名的稳定性，可改可不改的地名，一般不予更改”理由驳回。

## 历史
新冠高架路是青岛市主城区“三纵四横”快速路网的重要组成部分。2009年8月开始进行环评；2011年4月开工。因工程途径老城区，穿越铁路、高压线、成品油管，成为当时青岛市施工难度最大的建设项目之一。2015年7月26日，新冠高架路主线建成投入使用。2017年，新冠高架路工程被评为山东省市政金杯示范工程，这是山东省市政行业在工程质量方面的最高荣誉。

## 沿线出入口
| 里程                                                                                         | 类型              | 名称       | 连接                   | 说明                                                |
| -------------------------------------------------------------------------------------------- | ----------------- | ---------- | ---------------------- | --------------------------------------------------- |
|                                                                                              | 地界              |            | 胶州湾隧道             | 起点，主线接隧道出口                                |
|                                                                                              | 出入口            | 四川路     | 四川路 广州路 昆明路   | 胶州湾隧道方向匝道接四川路 杭鞍高架方向匝道接昆明路 |
|                                                                                              | 枢纽              | 莘县路立交 | 胶宁高架路             |                                                     |
|                                                                                              | 出入口            | 陵县支路   | 新疆路 陵县支路 普集路 | 杭鞍路高架方向出 胶州湾隧道方向入                   |
|                                                                                              | 出入口            | 邮轮母港   | 新疆路 港通路 胶州路   | 胶州湾隧道方向出 杭鞍路高架方向入                   |
|                                                                                              | 枢纽 · 主线出入口 |            | 杭鞍高架路             | 终点                                                |
| 1.000 英里 = 1.609 千米；1.000 千米 = 0.621 英里 并行路段 • 已关闭／取消 • 限制进入 • 未开放 |                   |            |                        |                                                     |

## 图集
- 左为青岛站，右为新冠高架路
- 新冠高架路与胶宁高架路连接处
- 新冠高架路部分路段与胶济铁路平行